# Куляпин, Александр Иванович
Алекса́ндр Ива́нович Куля́пин (род. 1958) — российский литературовед, доктор филологических наук (2001), профессор (2005), исследователь советской литературы и семиотики советской культуры 1920-х — 1950-х годов, исследователь жизни и творчества В. М. Шукшина, поэтики прозы М. М. Зощенко.

## Биография
Александр Куляпин окончил филологический факультет Алтайского государственного университета. С 1983 года работает на кафедре русской и зарубежной литературы АлтГУ. В 1989 году защитил кандидатскую диссертацию на тему «Жанрово-стилевое своеобразие русской литературной критики 1790—1810-х годов». В 2001 году защитил докторскую диссертацию «Проблемы творческой эволюции В. М. Шукшина».
Преподавал в АлтГУ историю зарубежной литературы XX века, вёл спецкурсы по мифологии, творчеству М. М. Зощенко, В. М. Шукшина, спецсеминар по советской семиотике 1920-х — 1950-х годов. Также вёл спецкурсы по теории литературы и творчеству Зощенко в Барнаульском государственном педагогическом университете. В 2003-4 учебном году был приглашённым лектором на курсах повышения квалификации преподавателей филологического факультета Бийском педагогическом государственном университете, в 2006-7 учебном году вёл курсы лекций по культурологии и российской истории в Алтайском филиале Сибирского государственного университета путей сообщения. В 2011 году перешёл на постоянную работу в Ишимский педагогический институт, которую совмещает с руководством дипломниками и аспирантами в АлтГУ.
Под руководством А. И. Куляпина защищены 12 кандидатских диссертаций. С 2007 года он входит в диссертационный совет по присуждению учёной степени доктора филологических наук Института литературы и искусства им. М. О. Ауэзова МОН Казахстана.
В 2013 и 2015 гг. победитель конкурса «Лучшая книга Алтая».
В 2014 г. лауреат премии Алтайского края в области науки и техники.
В 2018 г. победитель ежегодного краевого конкурса «Интеллектуальный капитал Алтая» в номинации «Ученый года» по направлению «Гуманитарные науки».
В 2019 г. победитель конкурса «Лучшая книга Алтая» в номинации «Лучшее научное издание».

## Работы
Александр Куляпин является автором более 260 научных работ, в том числе восьми монографий (часть из них в соавторстве), членом редакционной коллегии Энциклопедического словаря-справочника «Творчество Шукшина». В числе прочих периодических изданий публиковался в журнале «Критика и семиотика» Института филологии СО РАН, научных журналах АлтГУ Филология и человек, Известия Алтайского государственного университета. В 2000-х годах также публикуется в разделах критики и литературоведения таких литературных журналов, как «Звезда», «Новый мир», «Сибирские огни».

### Монографии и учебные пособия
- Куляпин А. И., Левашова О. Г. В. М. Шукшин и русская классика. — Барнаул: Изд-во АГУ, 1998.
- Проблемы творческой эволюции В. М. Шукшина. — Барнаул: Изд-во АГУ, 2000.
- Десятов В. В., Куляпин А. И. Прозрачные вещи: Очерки по истории литературы и культуры XX века. — Барнаул: Изд-во АГУ, 2001.
- Творчество Михаила Зощенко: истоки, традиции, контекст: Учеб.пособие. — Барнаул: Изд-во АлтГУ, 2002.
- Творчество Стивена Спилберга: Материалы к спецкурсу/ Алт. гос. ун-т. Филол. фак. Каф. рус. и зарубеж. лит.; Сост. В. В. Десятов, А. И. Куляпин. — Барнаул, 2003.
- Творчество Шукшина от мимезиса к семиозису. — Барнаул: Изд-во АлтГУ, 2005.
- Куляпин А. И., Скубач О. А. Мифы железного века: семиотика советской культуры 1920—1940-х гг.: учеб. пособие. — Барнаул: Изд-во АлтГУ, 2005.
- Куляпин А. И., Скубач О. А. Мифы железного века: семиотика советской культуры 1920—1950-х гг.: монография. — Барнаул: Изд-во АлтГУ, 2006.
- Творчество Михаила Зощенко в литературно-эстетическом контексте 1920-30-х годов. — Ишим: Изд-во ИГПИ им. П. П. Ершова, 2012.
- Куляпин А. И., Скубач О. А. Мифология советской повседневности в литературе и культуре сталинской эпохи. — M.: Языки славянской культуры, 2013. — 240 с.
- Куляпин А. И., Мансков С. А., Балакина Е. И., Богумил Т. А., Вальбрит Л. К., Шелковников А. Ю., Шелковникова Л. Ф. Литература Алтая: учебно-методическое пособие для учителя. — Барнаул: АКИПКРО, 2017. 322 с.

Статьи
- Десятов В. В., Куляпин А. И. Барнаульский миф в русской литературе // Алтайский текст в русской культуре. Вып. 1. — Барнаул: Изд-во АлтГУ, 2003. С. 6-14.
- Десятов В. В., Куляпин А. И. Барнаул и Алтай в литературе XX в. // Барнаул на рубеже веков: итоги, проблемы, перспективы. — Барнаул: Изд-во АлтГУ, 2005. С. 216—220.